# Darmstadt-Bessungen
Bessungen ist ein Stadtteil der kreisfreien südhessischen Stadt Darmstadt.
Bis 1888 war Bessungen eine eigenständige Gemeinde. Der Ruf als „ältester Teil Darmstadts“ geht auf Bessungens Ersterwähnung im Jahr 1002 zurück. Dies gilt aber nur für den „Kernbereich Darmstadts“, da der im 20. Jahrhundert eingemeindete Vorort Eberstadt bereits früher erwähnt wurde. Tatsächlich gegründet wurde Bessungen wohl im 5. Jahrhundert von den Alamannen.

## Geographie
Bessungen liegt im Süden der Darmstädter Kernstadt.

### Geographische Lage
Erste Ausläufer des Vorderen Odenwalds im Südosten wie Herrgottsberg, Moosberg und Ludwigshöhe bewirken ein recht hügeliges Terrain. Der Saubachgraben bildet die südliche Grenze des Stadtviertels. Östlich der Nieder-Ramstädter Straße liegen der Darmstädter Ostwald und die Lichtwiese. Richtung Westen zur Heimstättensiedlung und Richtung Norden zur Innenstadt wird das Gelände flacher, da sich diese Stadtteile bereits in der Oberrheinischen Tiefebene befinden.

### Gliederung
Das heutige Bessunger Ortsbild ist als eher heterogen zu bezeichnen, was aber auch den Charakter des Stadtteils ausmacht. Letzte erhaltene dörflich-bäuerliche Hofstrukturen treffen teils unmittelbar auf hohe und dichte Blockbebauung des 19. und 20. Jahrhunderts: Die Bessunger Kirche bildet den Kern der dörflichen Bebauung, die sich die Ludwigshöh- und die Niederstraße entlangzieht. In der Heidelberger Straße und der Moosbergstraße finden sich die stattlichen Wohnhäuser der Gründerzeit. Zu Bessungen gehört auch das östlich anschließende Paulusviertel, ein ab 1900 vom Darmstädter TH-Professor Friedrich Pützer geplantes Villenviertel mit starken Anleihen bei der Gartenstadtbewegung. Östlich des Paulusviertels, jenseits der Nieder-Ramstädter Straße und das Stadtgebiet begrenzend, liegen der Alte Darmstädter Friedhof, der Campus Lichtwiese der Technischen Universität Darmstadt und am Böllenfalltor ausgedehnte Sportanlagen. Im Westen verdeutlicht am Donnersbergring der Wechsel von Block- zu Zeilenstruktur der 1950er Jahre das Ende des Bessunger Kernbereiches. Im Norden grenzt Bessungen an die Darmstädter Innenstadt. Richtung Süden führt die Heidelberger Landstraße nach Eberstadt.

## Geschichte

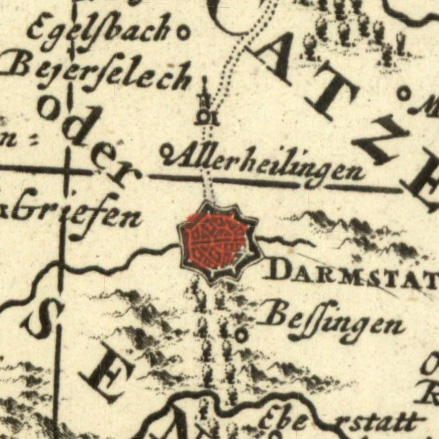
„Bessingen“ auf einer Karte von Nicolaes Visscher II. aus dem Jahr 1680

Archäologische Funde weisen darauf hin, dass Bessungen im 4., spätestens 5. Jahrhundert gegründet wurde. Der Namensbestandteil „-ingen“ bzw. in verschliffener Form „-ungen“ weist zudem auf einen alemannischen Ursprung der Siedlung. Der Name ist dabei als „bei den Leuten des Bezzo“ zu deuten, wobei es sich bei jenem Bezzo (abgewandelte Form von Bernhard) wohl um einen alemannischen Adligen handelt, dessen Gefolgschaft sich in jenem Dorf ansiedelte. Am Kreuzungspunkt alter Römerstraßen entwickelte sich das mittelalterliche Bessungen.
Vom 10. Juni 1002 datiert die erste urkundliche Erwähnung Bessungens: In einer Urkunde Kaiser Heinrichs II. wurde Bessungen (alt: Bezcingon), damals zum Königshof Gerau gehörend, an das Bistum Worms verliehen, 1009 wiederum an das Bistum Bamberg und schließlich am 21. Juni 1013 an das Bistum Würzburg.
Der Bischof von Würzburg verlieh 1259 den Königshof Gerau mit Bessungen an die Niedergrafschaft Katzenelnbogen. Im Gegensatz zu Darmstadt sank die Bedeutung Bessungens in den Folgejahren, so dass 1369 Erzbischof Gerlach von Mainz die Marienkapelle zu Darmstadt von der Mutterkirche zu Bessungen löste, sie zur Pfarrkirche erhob, und damit das kirchliche Zentrum nach Darmstadt verlegte.
1479 gelangte Bessungen durch Erbschaft an die Landgrafschaft Hessen.
Den Dreißigjährigen Krieg überstand Bessungen nur knapp, im Jahr 1646 hatte es nur noch 30 Einwohner. Erst mit der zunehmenden Bedeutung der benachbarten Residenz Darmstadt erfuhr Bessungen zu Beginn des 18. Jahrhunderts einen gewissen Aufschwung: In Bessungen entstanden der Parforcehof, die Orangerie sowie der Mosersche Garten (später Garten und Palais des Prinzen Emil – heute Prinz-Emil-Garten). Durch zuziehende Hofbeamte und Bedienstete wuchs das Dorf an. Zu Beginn des 19. Jahrhunderts wurde Darmstadt Zentrum des Großherzogtums Hessen-Darmstadt, was zu einer starken Ausdehnung des Stadtgebietes führte. Spätestens um 1875 waren Darmstadt und Bessungen endgültig zusammengewachsen.
Am 1. April 1888 wurde Bessungen nach langwierigen Verhandlungen von Darmstadt eingemeindet. Die intensiven Bautätigkeiten ließen nach der Jahrhundertwende nach. Von den Bombardierungen des Zweiten Weltkriegs (siehe Darmstadt, Brandnacht) blieb Bessungen weitgehend verschont.

### Religionen

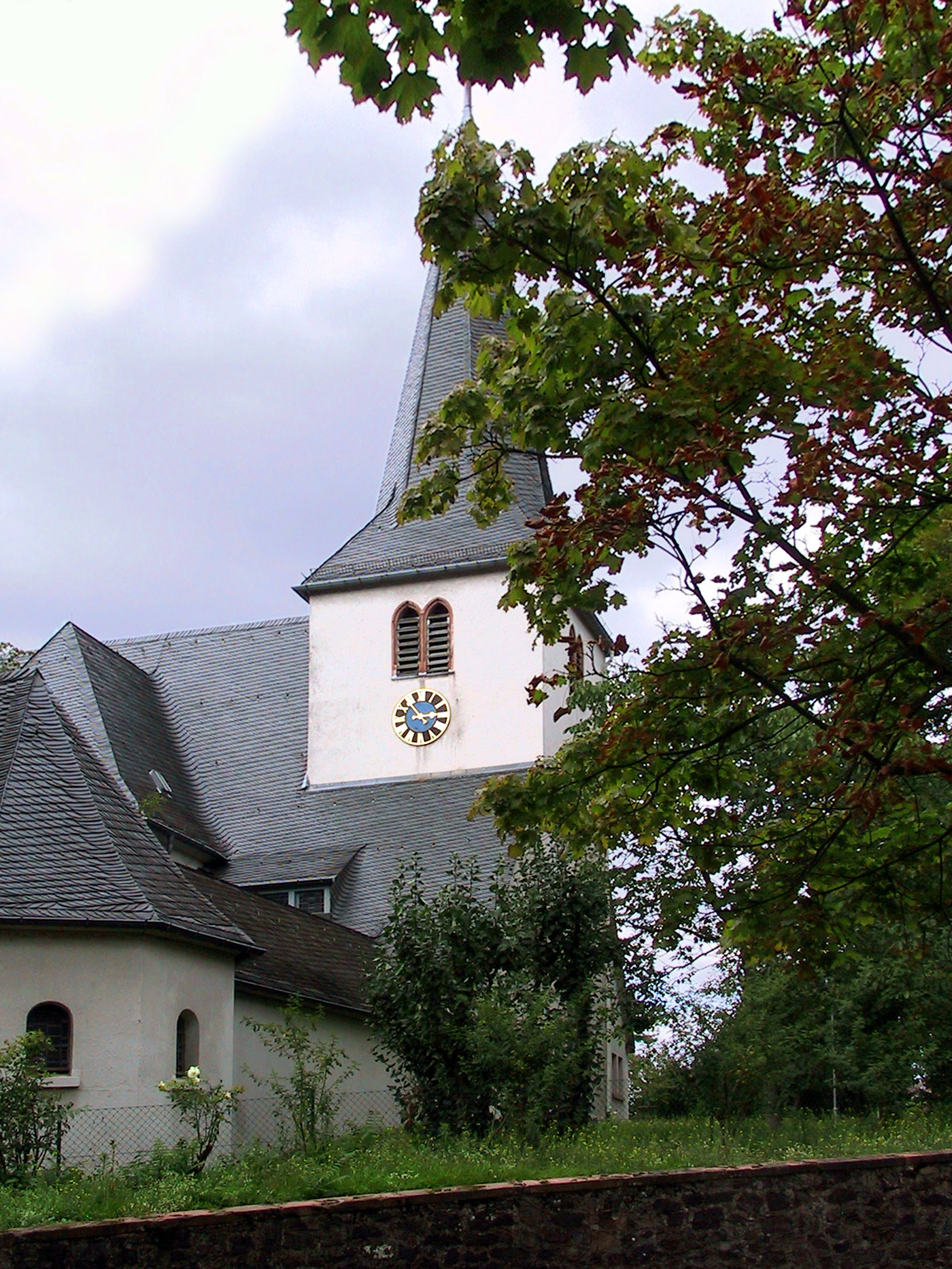
Die Bessunger Kirche, 1002 erstmals urkundlich erwähnt

In Bessungen stehen die katholische Liebfrauenkirche sowie die evangelischen Kirchen Bessunger Kirche (Petrusgemeinde), Andreasgemeinde, Pauluskirche und die Christengemeinschaft Michaeli (zur geschichtlichen Rolle der Bessunger Kirche siehe oben unter Geschichte). Am Paulusplatz befindet sich der Hauptsitz der Evangelischen Kirche in Hessen und Nassau. An der Seekatzstraße liegt der Jüdische Friedhof Darmstadts.

### Einwohnerentwicklung
Heute ist Bessungen beliebtes Wohnviertel mit gemischter sozialer Struktur. Die Einwohnerentwicklung ist entsprechend relativ stabil mit zunehmender Tendenz seit Anfang des Jahrtausends, nicht zuletzt durch die neu geschaffenen bzw. entstehenden Wohnviertel Lincolnsiedlung und Ludwigshöhviertel.
In einer 2009 durchgeführten Bürgerbefragung wurde Bessungen zum beliebtesten Stadtteil Darmstadts gewählt.

## Politik
Bessungen hat keinen eigenen Ortsbeirat. Alle Bessungen betreffenden Angelegenheiten werden im Stadtparlament und Magistrat der Stadt Darmstadt behandelt. Alle wichtigen Parteien haben jedoch Ortsverbände.
Hinsichtlich des Wählerverhaltens gilt Bessungen als rot-grüne Hochburg. So sind Bündnis 90/Die Grünen regelmäßig drittstärkste Kraft mit Stimmenanteilen im zweistelligen Prozentbereich. Allerdings gelang es der CDU bei der Kommunalwahl 2006, in nahezu allen Bessunger Wahlbezirken stärkste Kraft zu werden.

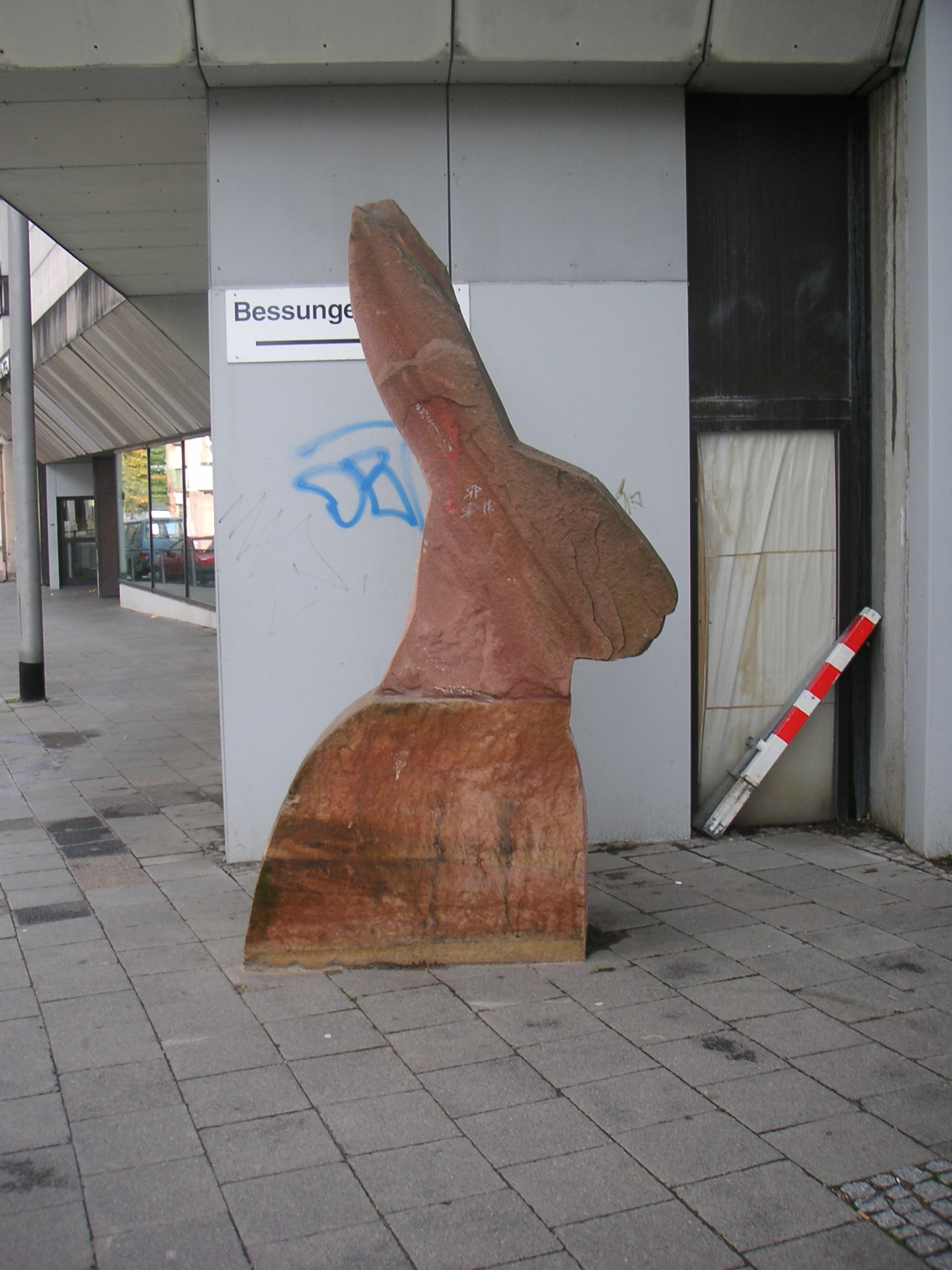
Lapping (Wildkaninchen) vor dem Hallenbad Bessungen

### Wappen und Ortsneckname
Das Bessunger Wappen zeigt den Dreifuß, einen Gerichtsstuhl.
Leimdippche (Leimtöpfchen) und Lapping (Wildkaninchen) sind Wahrzeichen Bessungens. Der Legende zufolge scheiterte Landgraf Georg I. um 1570 mit einem ersten Versuch der Ansiedlung von Wildkaninchen, da sie alle vom Fuchs geholt wurden. Ein zweiter Versuch schlug ins Gegenteil um; die Kaninchen vermehrten sich im nunmehr eingezäunten Schutzgebiet eben wie die Kaninchen und wurden bald zur Plage.
Ein echter Bessunger wird deswegen gern „Lapping“ genannt. Ein Lapping ziert auch bei der Bessunger Kerb (siehe Kirchweih) den Kerwebaum (Kirchweihbaum). Hing bis 2006 ein toter Hase am Kranz, ersetzt ihn seit 2007 ein schaukelnder Stoffhase mit ebensolcher Möhre. Lapping leitet sich vom französischen Lapin (Kaninchen) ab und stammt vermutlich aus der Zeit der Besetzung Darmstadts durch die Franzosen im 18. Jahrhundert.

## Kultur und Sehenswürdigkeiten

### Theater
- Comedy Hall/ehemalige Bessunger Turnhalle (Kikeriki-Puppentheater für Kinder und Erwachsene)
- Komödie TAP (Theater; 2014 aufgelöst)

### Musik
- Akademie für Tonkunst
- Jagdhofkeller (Jazz-Konzerte) und Jazzinstitut Darmstadt im Kavaliershaus
- Kulturzentrum Bessunger Knabenschule

### Bauwerke

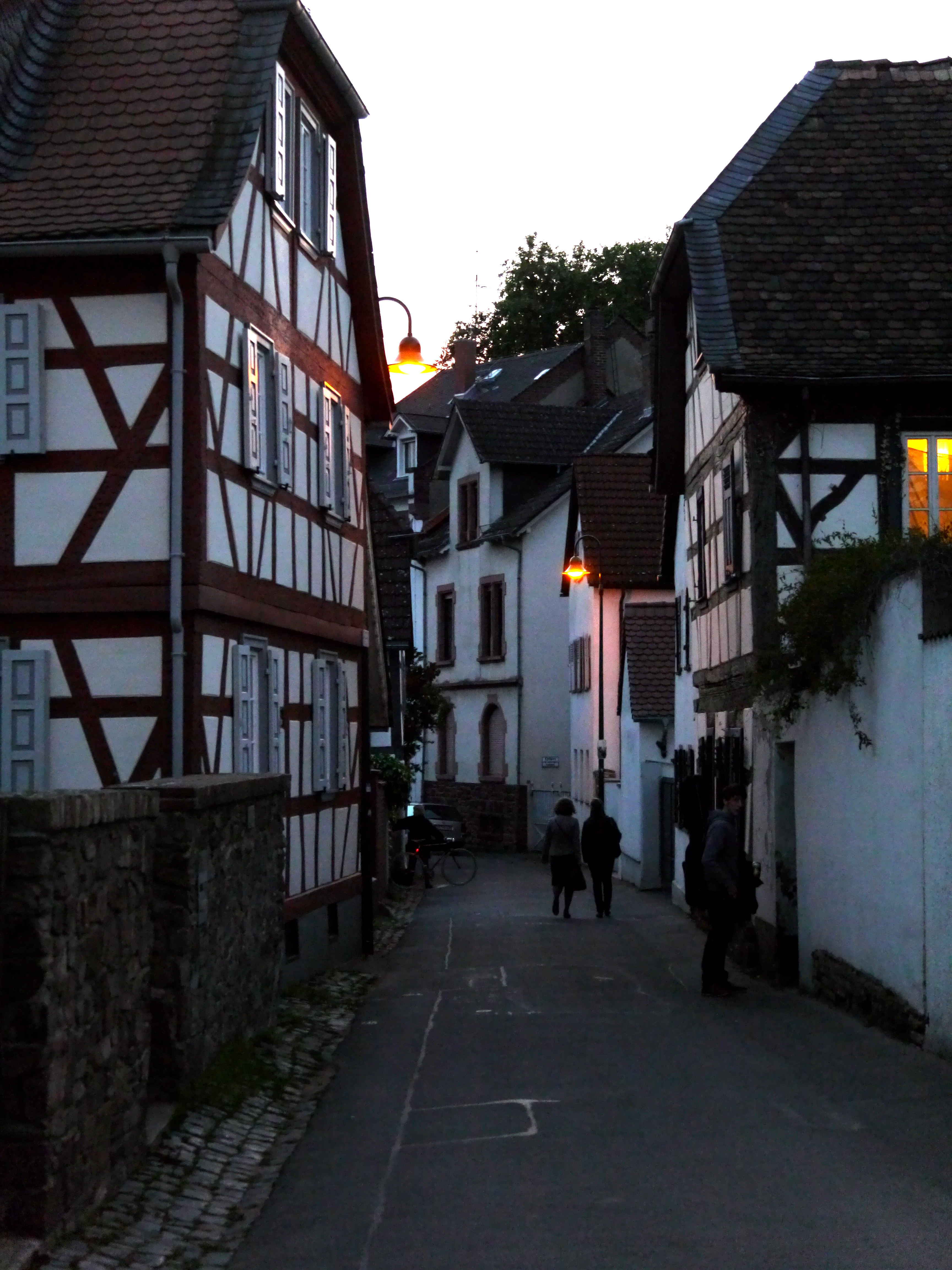
Alt-Bessungen: Niederstraße nach Westen

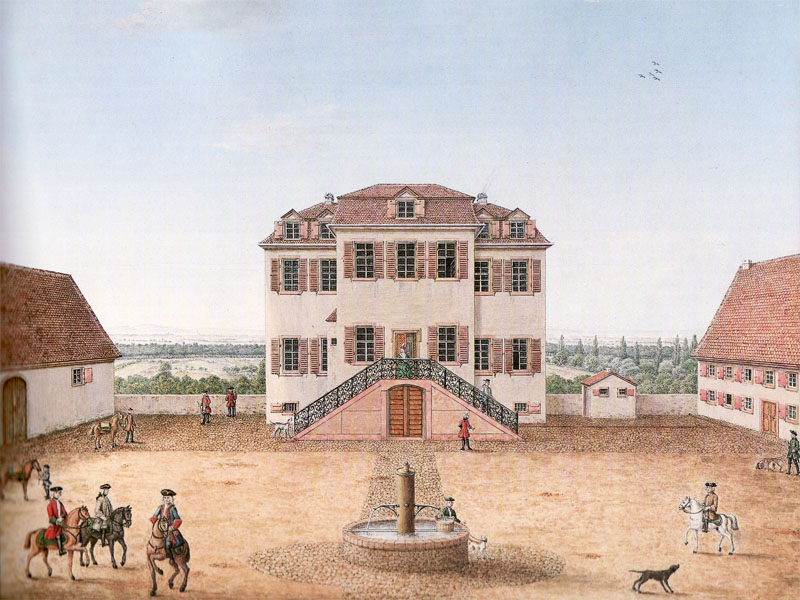
Bessunger Jagdhof und Kavaliershaus, Stich von 1872

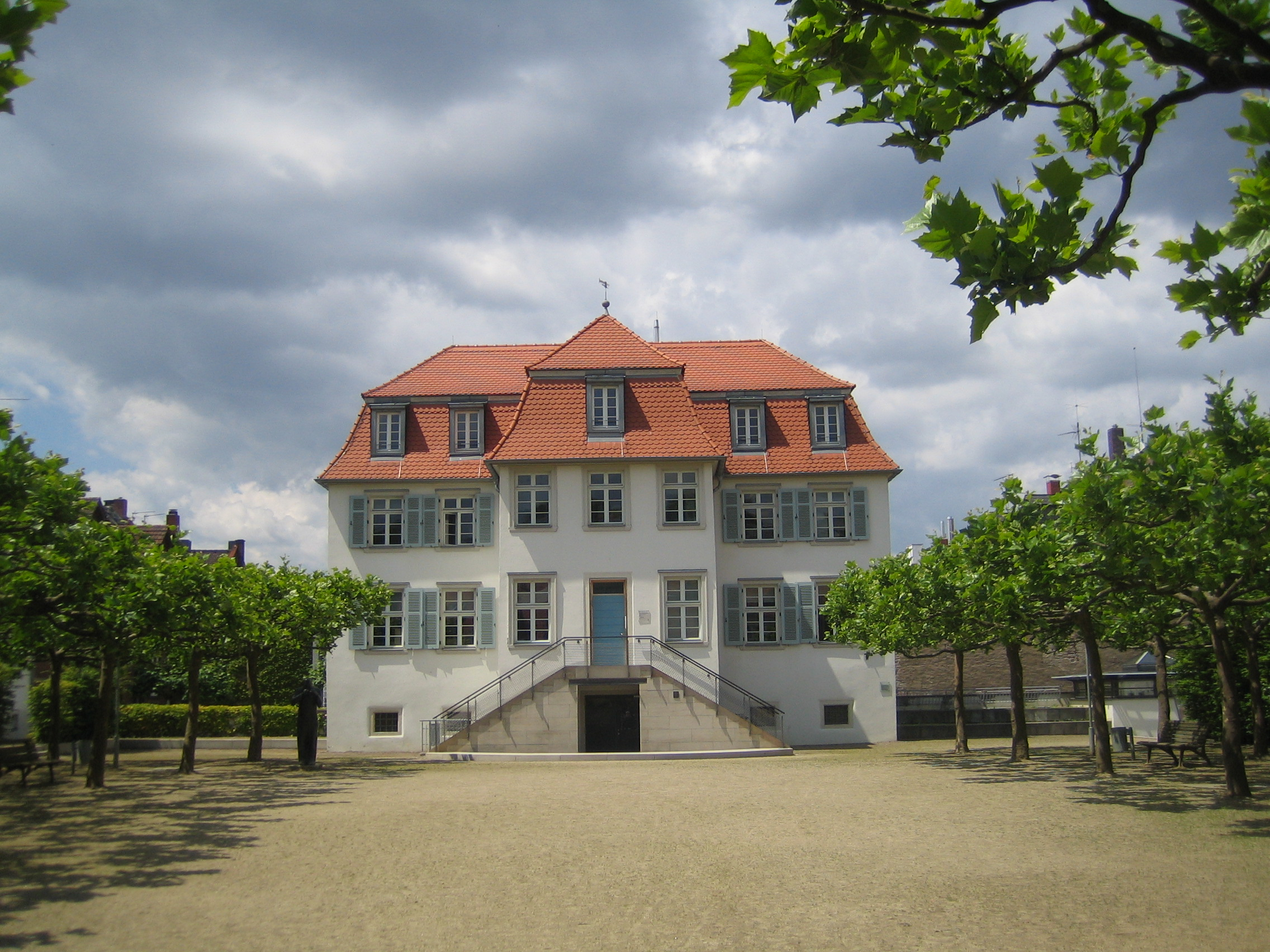
Bessunger Jagdhof und Kavaliershaus, Foto 2009

Siehe: Liste der Kulturdenkmäler in Darmstadt/Darmstadt Süd#Bessungen

### Parks

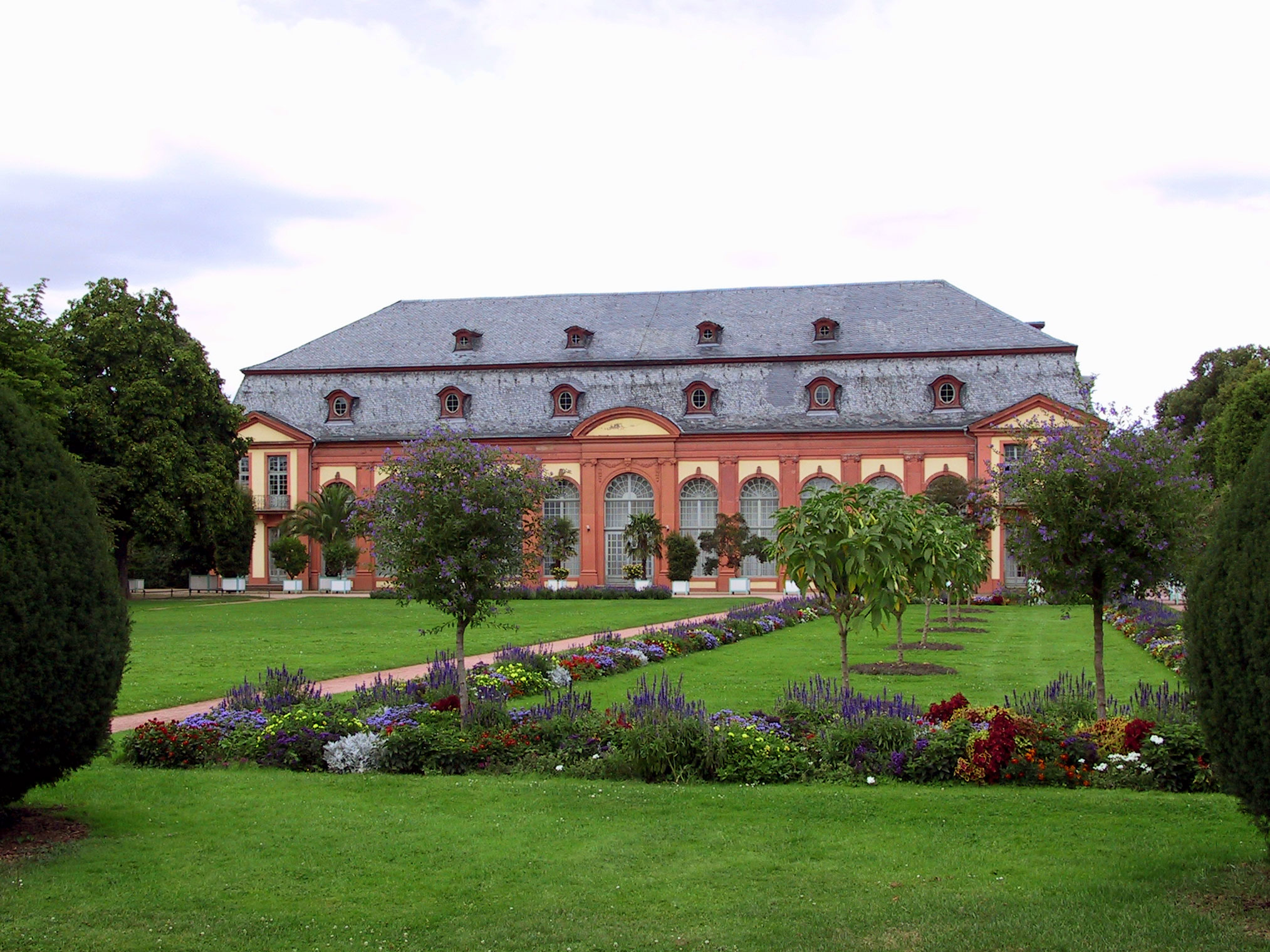
Orangerie in Bessungen

Im Ortsbild wirken drei größere Parkanlagen Orangeriegarten, Prinz-Emil-Garten und Wolfskehl’scher Park sowie die Nähe zu Lichtwiese und Darmstädter Ostwald.
Daneben gibt es noch die kleine Parkanlage Ingelheimer Garten.

### Naturdenkmäler
In Bessungen liegen das Naturschutzgebiet Bessunger Forellenteich, das Naturschutzgebiet Bessunger Kiesgrube, sowie die Naturdenkmäler Kraftsruhe, Herrgottsberg und Goethefelsen und das Eichen- und Akazienwäldchen an der Fichtestraße.

### Sport

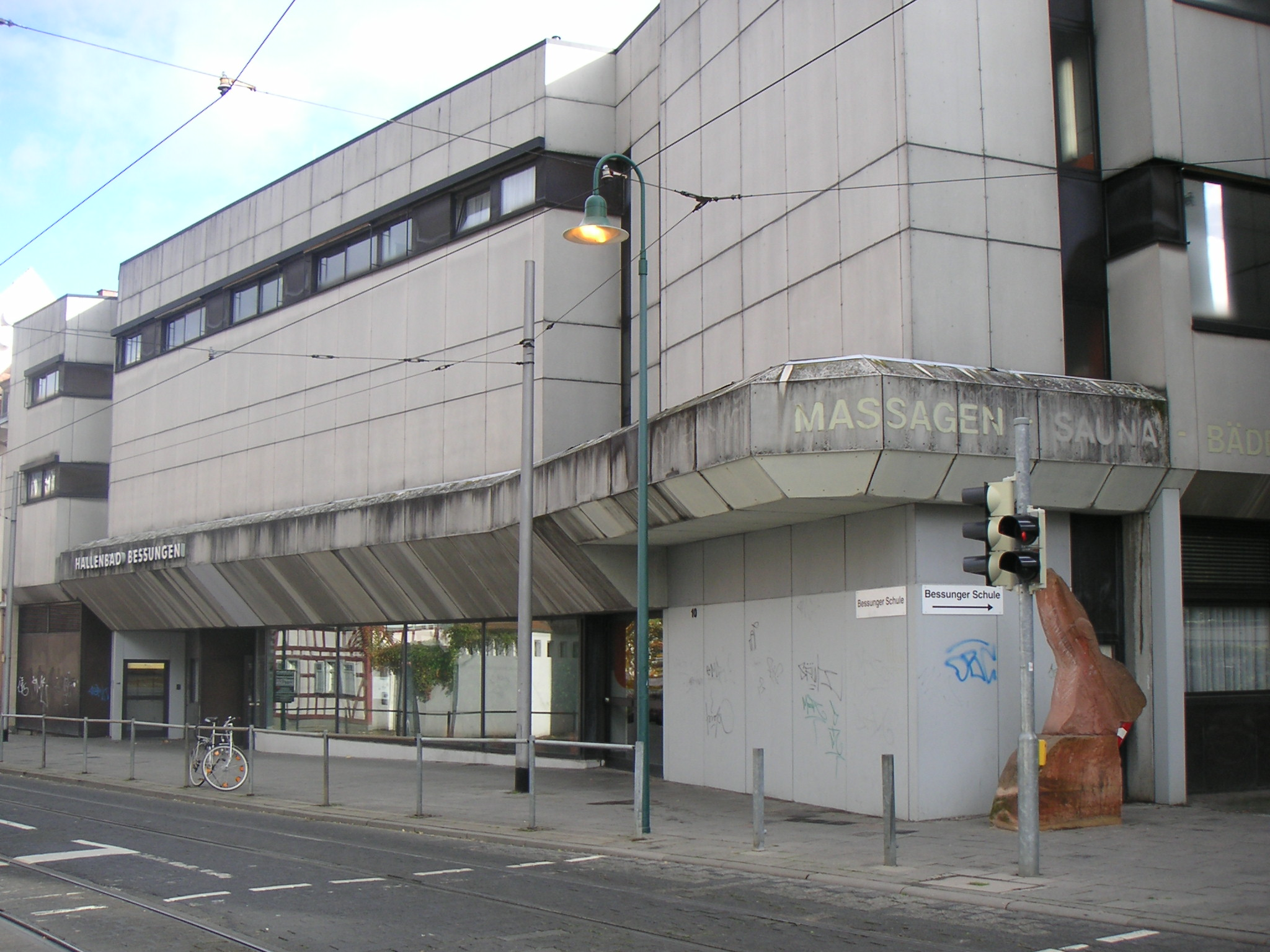
Hallenbad Bessungen

Zu den Anlagen am Böllenfalltor zählen unter anderem das Freibad im Hochschulstadion und das Stadion des SV Darmstadt 98. In der Nähe der früheren Bessunger Knabenschule („Bessunger Buweschul“), heute ein Kulturzentrum, befindet sich das renovierte Bessunger Hallenbad. An der Heidelberger Straße befinden sich die Radrennbahn des VCD und die Tennisplätze des Tennis-Clubs Bessungen. Jenseits der Karlsruher Straße liegt das Gelände der TG Bessungen. Der jährliche Bessunger Stadtteillauf erfreut sich großer Beteiligung bei Sportlern und Zuschauern.

### Regelmäßige Veranstaltungen
- Frühlingserwachen (Ende April, Kneipennacht mit Livebands)
- „Gartenlust“ (Ende April, im Orangeriegarten)
- „Brunnebittfest“ und Flohmarkt (Juni, Forstmeisterplatz)
- Bessunger Kerb (3. Wochenende im September, Orangeriegarten)
- „Waldweihnacht auf der Ludwigshöhe“ (November / Dezember)
- Weihnachtsmarkt (1. u. 2. Advent, Forstmeisterplatz)

## Wirtschaft und Infrastruktur

### Verkehr

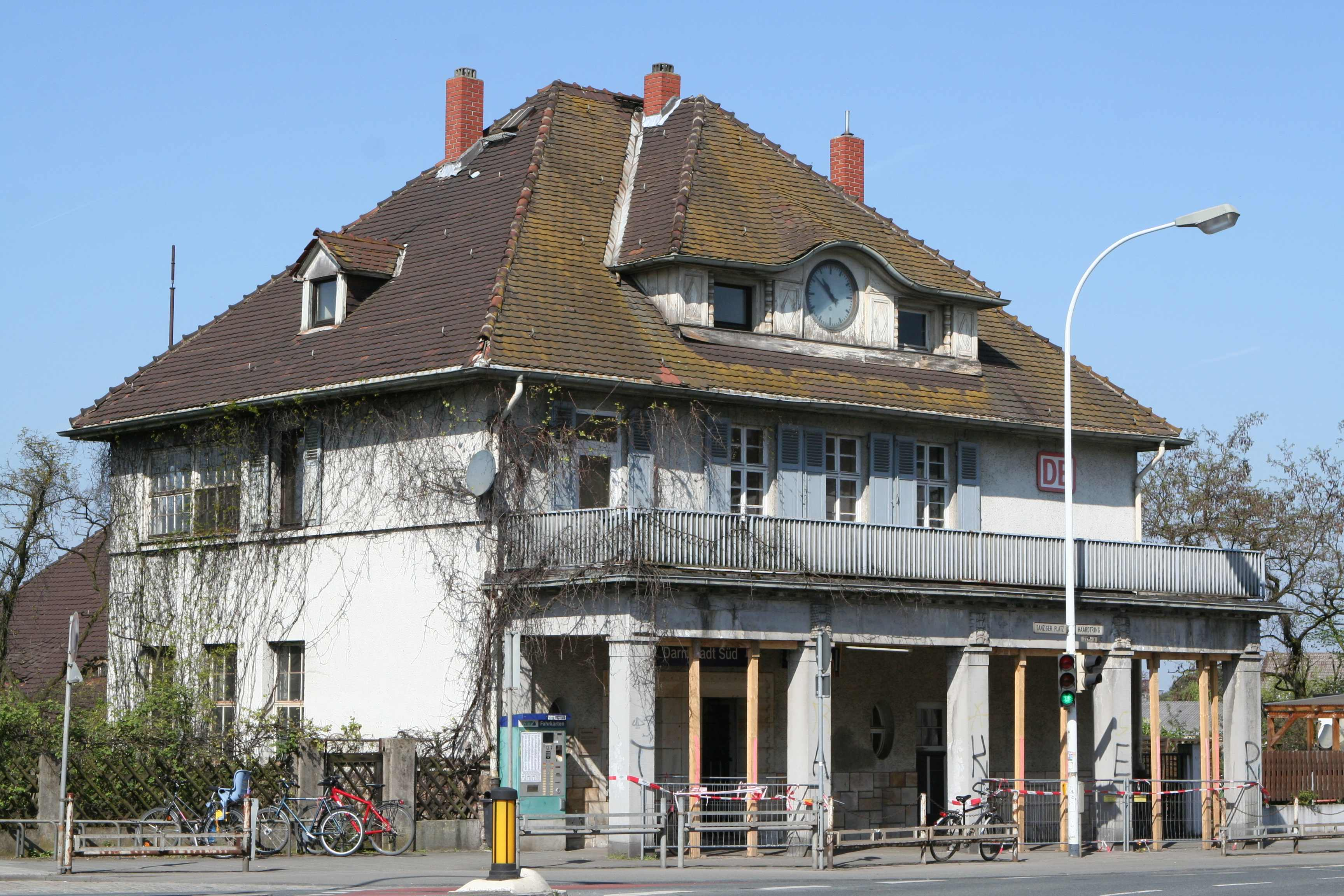
Südbahnhof Darmstadt (Bessungen)

Wesentliche Straßen für den Kraftfahrzeugverkehr sind die Heinrichstraße, die Heidelberger Straße (ehemalige B 3), die Landskronstraße, Klappacher Straße und die Nieder-Ramstädter Straße (B 449).
Sieben im Wesentlichen in Nord-Süd-Richtung verlaufende Linien der Straßenbahn Darmstadt verbinden Bessungen mit dem Rest der Stadt: Im Westen die Linien 1, 6, 7, 8; mittig die Linie 3 und im Osten die Linien 2 und 9. Am Böllenfalltor befindet sich auch der Betriebshof für die Busse und Straßenbahnen der HEAG sowie ein kleinerer Regional-Omnibusbahnhof.

### Medien
- Bessunger Neue Nachrichten

### Öffentliche Einrichtungen
- Institut Wohnen und Umwelt (IWU)(2013 weggezogen)
- Marienhospital Darmstadt (am Böllenfalltor)
- Nachbarschaftsheim Forstmeisteramt
- Nachbarschaftsheim Prinz-Emil-Schlösschen
- Polizeipräsidium Südhessen (am Böllenfalltor)
- Stadtteilbibliothek Bessungen (2013 aufgelöst)

### Bildung
- Bessunger Schule (Grundschule)
- Edith-Stein-Schule (staatlich anerkanntes katholisches Gymnasium)
- Fachschule für Sozialpädagogik
- Georg-Büchner-Schule, ehem. „Altes Realgymnasium“ (Gymnasium)
- Heinrich-Heine-Schule (Grundschule)
- Herder-/Carl-Schurz-Schule (Sprachheilschule)
- Jugendverkehrsschule
- Lichtenbergschule (Gymnasium)
- Mornewegschule (Grund-, Haupt- und Realschule, ganztags)
- Ursula-Fuchs-Schule (Grundschule)
- Viktoriaschule (Gymnasium)
- Wilhelm-Leuschner-Schule (Haupt- und Realschule, Abendrealschule)

## Persönlichkeiten

### Söhne und Töchter
- Georg Zehfuss (* 10. April 1832; † 5. Mai 1901), Mathematiker und Physiker
- Ludwig IV. (* 12. September 1837; † 13. März 1892), Großherzog von Hessen 1877–1892
- Otto Wolfskehl (* 9. November 1841; † 17. August 1907), Landtagsabgeordneter
- Karl von Gall (* 5. November 1847; † 28. Mai 1926), preußischer General der Infanterie
- Ludwig Voltz (* 7. September 1863; † 21. Oktober 1931), Bibliothekar, Direktor der Landesbibliothek
- Günter Strack (* 4. Juni 1929; † 18. Januar 1999), Volksschauspieler

### Weitere Persönlichkeiten
- Helmut Böhme (* 30. April 1936; † 29. Dezember 2012), deutscher Historiker; wohnte in Bessungen.
- Brigitte Zypries (* 16. November 1953), Bundesjustizministerin a. D., hat, seit sie den Bundestagswahlkreis Darmstadt vertritt, in Bessungen eine Wohnung.